# Суверенный дефолт
Суверенный дефолт — банкротство государства, отражающее упадок большинства секторов экономики и приводящее к неплатёжеспособности по внешним и внутренним долговым обязательствам.

## Общие сведения
Возникает при неспособности или отказе правительства суверенного государства оплачивать долг в полном объёме и может сопровождаться официальной декларацией правительства об отказе (англ. repudiation), частичной оплатой долговых обязательств (англ. due receivables) или фактически прекращением выплат. Страна, пережившая дефолт, обычно ощущает спад в экономике и ВВП, но нередко после кризиса начинается экономический подъём, хотя это и не является обязательным фактором дефолта. 
Многие ошибочно считают, что суверенный дефолт – это односторонняя аннуляция долгов государством, что на самом деле неверно. После дефолта обычно начинаются судебные тяжбы, вследствие чего долги оказываются погашены в принудительной форме.
Суверенное государство по определению невозможно принудить платить по своим долгам. Тем не менее, оно может столкнуться с существенным давлением. Сегодня статья 2 Устава ООН запрещает применение в таких случаях силы, однако в прошлом это случалось неоднократно.